# Pelonaia corrugata
Pelonaia corrugata is een zakpijpensoort uit de familie van de Styelidae. De wetenschappelijke naam van de soort is voor het eerst geldig gepubliceerd in 1841 door Goodsir & Forbes.

## Beschrijving
Pelonaia corrugata is een solitair-levende zakpijp met een langwerpig en flesvormig lichaam, tot 140 mm lang. De mantel is gerimpeld, bedekt met zand en modder, en met fibrillen naar de basis.

## Verspreiding
Pelonaia corrugata  heeft een arctische, boreale verspreiding, inclusief omringende zeeën en het noordelijke deel van de Noordzee. Deze soort leeft vrijstaand en gedeeltelijk ingebed in zand of modder; van ondiep water tot een diepte van 200 meter.